# 名菱テクニカ
名菱テクニカ株式会社（めいりょうテクニカ）は、愛知県名古屋市東区矢田南五丁目の三菱電機名古屋製作所内に本社をおく同社の子会社。

## 沿革
- 1980年（昭和55年）11月1日 - 資本金500万円で「名菱産業株式会社」が設立される[1]。三菱電機名古屋製作所の施設部門および理財部門を移管[1]。当初の従業員数は69人[1]。
- 1981年（昭和56年）4月 - 株式会社名古屋電動機サービスを吸収合併[1]。同時に資本金を1000万円に増資[1]。従業員数も131名に増加[1]。
- 1984年（昭和59年）1月 - 三菱電機名古屋製作所可児工場内に可児分室を設置[1]。
- 1989年（平成元年）6月 - 三菱電機名古屋製作所新城工場内に新城分室を設置[1]。
- 1990年（平成2年）10月 - 社名を「名菱テクニカ株式会社」に変更[1]。同時に資本金を3000万円から6000万円に増資[1]。従業員は380名[1]。
- 1996年（平成8年）4月 - 工業用ミシンの設計及び製造を開始[1]。同年9月には旭工場が新設され、ミシンの製造が行われる[1]。
- 2007年（平成19年）5月 - 可児事業所を新設[1]。
- 2018年（平成30年）4月 - 瀬戸事業所を新設[1]。
- 2022年（令和4年）4月 - 工業用ミシン部門をJUKIとの合弁企業「株式会社JUKIテクノソリューションズ」に移管[3]。同社は名菱テクニカが設立し、三菱電機が20パーセント、JUKIが80パーセントを出資する[3]。

## 拠点
- 本社 - 愛知県名古屋市東区矢田南五丁目（三菱電機名古屋製作所内）[4]
- 縫製機械事業部 - 愛知県尾張旭市下井町下井（三菱電機名古屋製作所旭工場内）[4]
- 可児事業所 - 岐阜県可児市姫ヶ丘（三菱電機名古屋製作所可児工場内）[4]
- 新城事業所 - 愛知県新城市有海字鳥影（三菱電機名古屋製作所新城工場内）[4]
- 瀬戸事業所 - 愛知県瀬戸市日の出町[4]